# Megalophanes detrita
Megalophanes detrita är en fjärilsart som beskrevs av Lederer 1853. Megalophanes detrita ingår i släktet Megalophanes och familjen säckspinnare. Inga underarter finns listade i Catalogue of Life.